# Neurophyseta virginalis
Neurophyseta virginalis là một loài bướm đêm trong họ Crambidae.